# Muggauberg
Muggauberg ist eine Streusiedlung in den Gemeinden Krottendorf-Gaisfeld, Stallhofen und Söding-Sankt Johann in der Steiermark. Der Stallhofener Teil war bis Ende 1967 eine eigenständige Gemeinde.
Die Siedlung befindet sich auf dem gleichnamigen Bergrücken, der zugleich die Grenze zwischen den drei Gemeinden darstellt. In der Stallhofen bildet Muggauberg auch eine Katastralgemeinde. Am 1. Jänner 2024 lebten im Ortsteil von Krottendorf-Gaisfeld 15 Einwohner, im Ortsteil Stallhofen 267 und im Ortsteil Söding-Sankt Johann 219 Einwohner. Insgesamt verfügte Muggauberg daher über 501 Einwohner.